# Weltlese
Weltlese bzw. Weltlese. Lesereisen ins Unbekannte ist eine von Ilija Trojanow herausgegebene deutschsprachige Buchreihe im Verlag der Büchergilde Gutenberg. Sie erscheint seit Herbst 2008 in der Edition Büchergilde und umfasst inzwischen (Stand 1/2023) zwei Dutzend Bände.

## Ursprung
Auf die Frage zu den Ursprüngen der Reihe angesichts des zehnjährigen Jubiläums der Reihe antwortete ihr Herausgeber: 

„Ganz einfach: Viele großartige literarische Werke werden übersehen, weil sie von Autoren und Autorinnen stammen, die am Rande unserer Wahrnehmung wirken, weil sie das Pech hatten, in einem abgelegenen Land zu leben oder dem Zeitgeschmack nicht zu entsprechen. Über die Jahre hinweg sind mir immer wieder Bücher zugeflogen, die zu meinem Erstaunen nicht übersetzt waren. Ich wollte dieses Manko korrigieren [...]“

Die folgende Übersicht erhebt keinen Anspruch auf Aktualität oder Vollständigkeit.

## Bände
- Ahmed Bouanani[3]: Das Krankenhaus. 2020, übersetzt von Michael Kleeberg
- G. V. Desani[4]: Alles über Herrn Hatterr. 2020, übersetzt von Gerhard Bierwirth
- Carlos Franz[5]: Das Quartett der Liebenden. 2019, übersetzt von Lutz Kliche
- John Okada[6]: No-No Boy. 2018, übersetzt von Susann Urban
- Isak Samokovlija: Der Jude, der am Sabbat nicht betet. 2018, übersetzt von Werner Creutziger, Manfred Jähnichen, Waltraud Jähnichen
- Arnoldo Gálvez Suárez: Die Rache der Mercedes Lima. 2017, übersetzt von Lutz Kliche
- Pedro Rosa Mendes: Die Pilgerfahrt des Enmanuel Jhesus. 2017, übersetzt von Kurt Scharf
- Abbas Maroufi: Fereydun hatte drei Söhne. 2016, übersetzt von Susanne Baghestani
- Ilijas Shansugirow[7]: Das Lied von Kulager. 2016, deutsche Nachdichtung von Gert Heidenreich
- Lila Azam Zanganeh: Der Zauberer. Nabokov und das Glück. 2015, übersetzt von Susann Urban
- Kojo Laing: Die Sonnensucher. 2015, übersetzt von Thomas Brückner
- Lola Shoneyin: Die geheimen Leben der Frauen des Baba Segi. 2014, übersetzt von Susann Urban
- Percival Everett: God’s Country. 2014, übersetzt von Susann Urban
- Olivia Manning: Abschied von der Unschuld. 2013, übersetzt von Susann Urban
- Peter Fröberg Idling: Pol Pots Lächeln. Eine schwedische Reise durch das Kambodscha der Roten Khmer. 2013, übersetzt von Andrea Fredriksson-Zederbauer
- Victor Serge: Die große Ernüchterung. Der Fall Tulajew. 2012, übersetzt von N. O. Scarpi (Überarbeitung von Rudi Schweikert)
- David Malouf: Die tapfersten der Söhne. 2012, übersetzt von Susann Urban
- Indra Sinha: Menschentier. 2011, übersetzt von Susann Urban
- John Steinbeck: Russische Reise. 2011, übersetzt von Susann Urban
- Edwidge Danticat: Der verlorene Vater. 2010, übersetzt von Susann Urban
- Herman Charles Bosman: Mafeking Road. 2010, übersetzt von Michael Kleeberg
- Marçal Aquino: Flieh. Und nimm die Dame mit. 2009, übersetzt von Kurt Scharf
- F. M. Esfandiary: Der letzte Ausweis. 2009, übersetzt von Ilija Trojanow und Susann Urban
- Jamal Mahjoub[8]: Die Stunde der Zeichen. 2008, übersetzt von Thomas Brückner